# Мазарини
Кардинал Мазарини, наричан от на френски Жул Мазарен (Jules Mazarin), с рождено име Джулио Раймондо Мадзарино (на италиански: Giulio Raimondo Mazzarino) (14 юли 1602 г. – 9 март 1661 г.) е френски пръв министър по време на регентството и младостта на крал Луи XIV, от 1642 г. до смъртта си. Той поема управлението след смъртта на кардинал Ришельо и е фаворит на Ана Австрийска. Продължава политиката на централизация на властта, както и участието на Франция в Тридесетгодишната война. Най-голямото изпитание на неговото управление е бунтът на парламентите и големите аристократи, наречен Фронда.

## Произход и ранни години
Роден е в град Пешина, в областта Абруци в централна Италия. Най-голям син на Пиетро Мадзарино, камерхер на богат италиански аристократ. Учи право в Рим, след това в Алкала, Испания. Щом завършва, е приет на служба при папата и изпълнява както военни, така и дипломатически мисии. Ето как се случва, че контактува с Ришельо, който е впечатлен от него. През 1631 г. френското правителство го определя неофициално като свой представител в Рим. Осем години по-късно той минава на френска служба. В предсмъртния си час Ришельо го препоръчва на Луи ХІІІ като свой заместник и кралят послушно го назначава за пръв министър. Само година по-късно и Луи умира, определяйки Мазарини за член на регентския съвет на малкия му син Луи ХІV. Само че Ана Австрийска свиква Парижкия парламент, който отменя завещанието и я посочва като единствен регент. Тази формалност не намалява влиянието на амбициозния италианец, защото той остава на поста си и става вероятно любовник и таен съпруг на кралицата-майка.

## Вътрешна политика
От самото начало Мазарини трябва да се справя със заговорите и недоволството на големите аристократи, които са против курса на централизация, започнат от Ришельо. Херцог дьо Бофор, внук на Анри IV, организира т. нар. Cabale des Importants (Заговор на високомерните), но е арестуван и затворен в крепостта Венсан. Централизацията е нужна, за да се осигурят повече доходи за амбициозната външна политика, така че кардиналът увеличава ролята на интендантите, измисля всякакви финансови операции – продава постове, повишава данъците. Когато през 1648 г. решава да продължи войната с Испания (Френско-испанската война) и следователно да увеличи данъчното бреме, срещу него се надигат почти всички обществени групи. Това едва не коства поста и живота му.

### Фрондата (1648 – 1653)
Основна статия: Фронда
В този бунт против монархията се обединяват кръвните принцове, аристократите на шпагата и на робата, парламентите, които искат дял от управлението, селяните и градските радикални среди, подпомагана от време на време от испанците. Само хугенотите (традиционни опоненти на краля) остават извън събитията. Мазарини става най-мразеният човек в държавата, защото е чужденец и защото насред увеличаващата се бедност придобива значително богатство – имоти, къщи, редки книги и скъпоценни камъни (включително легендарния розов диамант). Като любител на лукса, той се обзавежда със скъпи италиански мебели и вещи. Брат си и своите племенници осигурява с добри постове или бракове.
Мазарини е по-гъвкав от предшественика си. Ришельо би се опълчил на въстанието със сила, но Мазарини приема да напусне Париж заедно с кралското семейство и да остави разнородните сили на Фрондата да се изпокарат помежду си. Той прави това два пъти – от февруари до декември 1651 г. и от август 1652 до февруари 1653 г. В изгнание нито за миг не спира да действа като премиер и да докладва на регентката за състоянието на държавата. Накрая Мазарини се оказва победител и за това има две причини. Първата е фактът, че по това време Луи ХІV достига зрялост (13 години според тогавашните закони) и на 7 ноември 1651 г. е провъзгласен за крал. Той запазва кардинала на неговия пост. Втората е появилият се страх у много поданици от анархията и опасността от външно нашествие. Като подкупва враговете си, той сломява съпротивата им и през август 1653 г. войските му превземат Бордо – последната точка на съпротива.

### Мазарини – абсолютен владетел на Франция
Според Волтер осемте години след Фрондата превръщат Мазарини в пълен господар на страната. В ръцете му се съсредоточава повече власт отколкото който и да било крал дотогава. Ана Австрийска, макар да го е довела на власт, сега му е напълно покорна, а това се отнася и до младия крал. Само че Мазарини не използва тази сила в полза на Франция, а за собствена изгода. Най-безпардонно трупа състояние, докато хазната е празна. През 1658 г. Франция дори е заплашена от банкрут. Същият автор разказва парадоксален случай, при който Луи се обърнал към суперинтенданта на финансите Никола Фуке за пари. Отговорът бил неочакван: „Сир, казал Фуке, в хазната на Ваше Величество няма нищо, но ако Ви трябват, господин кардиналът ще Ви даде на заем.“
Може би най-голямата заслуга на кардинала е школовката, която дава на младия крал. Макар и късно и по кралско настояване, той го взема на заседанията на правителството и внимателно го обучава в изкуството на управлението. Мазарини го убеждава да няма пръв министър след смъртта му и че владетелят трябва да може да се справи с всякакви предизвикателства. Накрая той му препоръчва трима ключови министри, с чиято помощ да управлява сам – финансовия Жан-Батист Колбер, военния Мишел льо Телие и на външните работи Юг дьо Лион.

## Външна политика

### До Вестфалския мир
Мазарини продължава политиката на Ришельо и по отношение на бушуващата все още Тридесетгодишна война. Той поддържа съюза с Швеция чрез субсидии, както и с Обединените провинции (Нидерландия). Активността на френската армия в тези години е насочена главно към Фландрия, Каталония и Германия. Кардиналът назначава за главнокомандващ на северната армия младия херцог д'Енгиен, по-късно известен като Великия Конде – мъдро решение, защото този 20-годишен военен гений побеждава коравата испанска армия при Рокроа (19 май 1643) и при Ланс (20 август 1648). Другото откритие е виконт дьо Тюрен – все още не съвсем уверен, но способен и много уважаван генерал. Срещу имперските сили Тюрен среща повече трудности, но успява да осигури границата по Рейн, на нахлуе в Бавария и да прогони от там старият херцог Максимилиан. Така Франция изиграва решителна роля са сломяването на Хабсбургите и за сполучливия край на войната, оформен с Вестфалския мир (октомври 1648). Според него Франция получава пълна власт над окупираните по-рано епископства Мец, Тул и Вердюн; под властта ѝ остават крепостите Брайзах и Филипсбург в Германия и Пинероло в Италия; и южната част на Елзас. Придобилането на Елзас е считано от някои историци за „паметникът, който обезсмъртява делото на Мазарини“. Без съмнение ситуацията в средата на ХVІІ в. е такава, че за първи път Франция е най-силната държава в Европа. Страната се утвърждава като лидер на антихабсбупгската коалиция, а перспективите пред нея са блестящи.

### До Пиренейския мир
От 1648 г. Франция остава във война само с Испания, но и тя минава през критични фази. Фрондата сериозно блокира възможностите на френските войски и довежда до провал на политиката в Италия (обща атака срещу Милано, заедно със Савоя и Мантуа, окупирането на някои пристанища в Тоскана). Испания обаче също е в тежка криза, която се дължи на революции в Португалия, Каталония и Неапол. На неаполитанците Мазарини не може да окаже помощ, но португалците и каталонците са подкрепени ефективно. Все пак през 1652 г. испанците си връщат Барселона, превземат Гравлен и Дюнкерк. Тогава Мазарини се съюзява с Оливър Кромуел, диктатор в Англия. С негова помощ испанците са разбити в Битката при дюните (14 юни 1658) и Дюнкерк им е отнет. И макар той да е отстъпен на Англия, битката дава възможност на Тюрен да напредне към Брюксел и да принуди испанците към мир.
В същото време Мазарини се впуска в голяма дипломатическа офанзива в Германия. И там той привлича съюзник (курфюрство Бранденбург, 1656). През 1658 г., когато трябва да се избира нов император, той поставя под въпрос избора на Леополд І. Накрая го принуждава да обещае, че няма да помага на Испания против Франция и оттегля кандидатурата на Луи ХІV. Най-големият му успех тук е създаването на т.нар. Рейнска лига (Франция, Швеция, Кьолн, Трир, Майнц, Мюнстер и др.), която под предлог да защитава „имперските свободи“ действа като оръдие на кардинала.
Така изолирана през ноември 1659 г. Испания подписва Пиренейския мир. Това е първото унижение за гордата монархия. Тя отстъпва на французите Русийон в Пиренеите и Артоа в Нидерландия. Лотарингия (окупирана от Ришельо през 1635 г.) остава под френски контрол. Мазарини (от името на Луи) обещава да не подкрепя повече португалците, освобождава Франш Конте и прощава на Великия Конде, който след Фрондата е избягал при испанците.

### Бракът на Луи ХІV
Там, в Пиренеите, Мазарини спечелва една от най-важните си победи. Той принуждава испанския крал Фелипе ІV да даде първородната си дъщеря Мария-Тереза за жена на Луи ХІV. Това не е просто брак, а обмислена инвестиция в бъдещето, тъй като инфантата носи със себе си правата върху испанското наследство. Фелипе я убеждава да се отрече официално от правата си, но това не е от особено значение и лесно може да се заобиколи. Освен това отречението важи, ако Испания изплати зестра от 500 000 екю, а тя не го прави. Като се има предвид отчаяното положение на испанските Хабсбурги (Фелипе няма мъжки наследник), френският крал се оказва най-вероятният законен наследник на огромната испанска империя. Това обстоятелство ще предопредели до голяма степен цялата му външна политика.

## Покровител на изкуствата
Забележителен е вкусът на кардинал Мазарини към изкуствата. През 1648 г. той и Шарл Льобрюн основават Кралската академия по изящни изкуства, която дава толкова велики художници на Франция в следващите векове. Именно той запознава французите с оперното изкуство. Урежда в Париж да се изнесат опери на Сакрати и Луиджи Роси. Самият Джакомо Торели, сценичен дизайнер, идва във Франция и работи с Молиер. Междувременно кардиналът е страстен колекционер. Към момента на смъртта си той притежава в собствения си дворец 858 картини, 128 статуи, 185 бюстове, 150 луксозни килима, 514 бижутерски изделия, и 317 скъпоценни камъка. Сред картините има произведения на Никола Пусен, Рубенс, ван Дайк, Тициан, и много други, както и известният портрет на Балдасаре Кастильоне от Рафаело.
През 2002 г., по случай 400 от раждането на кардинала, в Париж се организира изложба на тридесетте най-ценни книги, които е притежавал. Личната му библиотека е отворена за обществено използване още през ХVІІ в. от Габриел Ноде. Тя се развива и допълва и днес все още съществува под името Bibliothèque Mazarine.

## Семейство
Мазарини няма собствени деца, но има седем племенници от двете си сестри Джиролама Манчини и Лаура Мартиноци. Те отиват с него в Париж и той полага усилия да им уреди добри бракове. Те стават известни с името „мазаринетките“. Най-известна е Мария Манчини, която има романтична връзка с Луи ХІV преди 1661 г. Луи дори иска да се ожени за нея, но самият кардинал го възпира, за да осъществи плановете си относно испанската инфанта. Когато се осъществява бракът на краля, тя е отпратена обратно в Италия и се омъжва за Лоренцо Колона – син в семейството, където някога бащата на Мазарини и служил. Другата известна племенница е Олимпия Манчини. Тя също е любовница на Луи, но после се омъжва за един савойски принц и става майка на известния имперски генерал Евгений Савойски. Лаура Манчини е майка на Луи-Жозеф дьо Вандом, бъдещ маршал на Франция.
Ана Мартиноци се омъжва за Арманд Де Бурбон-Конти брат на Луи Втори Бурбон-Конде (Le Grand Conde)
Лаура Мартиноци се омъжва за херцога на Модена и е майка на Мария от Модена втората съпруга на Джеймс II, тоест кралица на Англия.